# Río Calingasta
Río Calingasta är ett vattendrag i Argentina.   Det ligger i provinsen San Juan, i den nordvästra delen av landet, 1 100 km väster om huvudstaden Buenos Aires.
Omgivningarna runt Río Calingasta är i huvudsak ett öppet busklandskap. Trakten runt Río Calingasta är nära nog obefolkad, med mindre än två invånare per kvadratkilometer.